# 子連れ狼 その小さき手に
『子連れ狼 その小さき手に』（こづれおおかみ そのちいさきてに）は、小池一夫・小島剛夕の漫画『子連れ狼』を原作とする田村正和主演の時代劇映画。小池一夫自らが製作にあたり、1993年に松竹系で劇場公開された。田村正和が13年ぶりに映画に出演、拝一刀を演じた。井上昭はこの作品で実に23年ぶりの映画監督を務めた。

## 概要
原作とは違い、大五郎が使用する乳母車は登場せず、大五郎は一刀の手を取って歩く。また旧作とはアクションシーンをガラリと変え、様式美に重きが置かれ、またこれまでのアクション重視ではなく父子の愛情に重きを置いて製作された。
原作者の小池一夫が自ら企画・製作にあたっており、「この作品が酒倉の酒の様に熟成し続け、20年の歳月のうちに異なる薫りを放ち始め、その薫りを映像化したいと希ました。」、タイトルの小さき手にとは幼子の小さな手になにを握らせるのか、それは剣などではなく愛に象徴されるものであることを伝えたい。」とコメントした。小池は主演に田村を指名、田村正和は「まったく新しい子連れ狼像を作りたい。」との申し出に出演を決めた。しかし、田村が拝一刀を演じる事が報じられると、田村のイメージと役が合わないとから演じてほしくないと、ファンの一部が拒否反応を示したという。

## あらすじ
将軍の次期剣術指南役の座をかけて、拝一刀と柳生蔵人との御前試合が決定する。そこには松平周防守と柳生備前の政権争いが絡み、柳生一門は何としてでも剣術指南役の座を手に入れるべく、拝一刀の幕府に対する謀反の疑いを捏造する。屋敷を取り調べに来た柳生の手の者に拝の妻が殺され、拝一家は謀略により取り潰し、切腹を命じられるが、拝はこれを拒否する。拝一家を皆殺しにすべく、柳生一族は拝の屋敷に刺客たちを差し向ける、拝一刀は屋敷に侵入した柳生の手の者たちを次々と切り倒し、柳生蔵人を切り、更に柳生兵庫をも討ち取った拝は、大五郎を連れて江戸を離れ、金で諸藩に雇われる刺客となる。数年後、磐城藩から受けた依頼は、柳生家が絡むもので、依頼を無事に成功させるも、拝と大五郎は柳生一族から再び追われることとなる。拝は柳生一門の追手たちを次々と切り捨て、やがて拝一刀と柳生一門を束ねる柳生烈堂と直接対峙することとなる。

## キャスト
- 拝一刀：田村正和
- 柳生烈堂：仲代達矢
- 大五郎：荘田優志
- あざみ：古手川祐子
- 柳生備前：橋爪功
- 柳生蔵人：益岡徹
- 柳生兵庫：沖田浩之
- 七生：若村麻由美
- 松平周防守：石橋蓮司
- 二谷堅物：河原崎長一郎
- 拝一刀に処刑される侍 : 本田博太郎
- 信乃：藤村志保
- 千鶴：池上季実子
- お春：岩下志麻
- 和尚：田中邦衛
- 老中？: 織本順吉

## スタッフ
- 監督：井上昭
- 原作・製作：小池一夫
- 脚本：中村努
- 美術・製作総指揮：西岡善信
- 音楽：川崎真弘
- プロデューサー：黒川華乃子、市古聖智
- 製作協力：映像京都
- 製作：小池一夫事務所

## ロケ地
- 丸岡城天守
- 小天橋（ラストの拝一刀と烈堂との対決シーン）
- 沢ノ池
- 大覚寺放生池
- 奥嵯峨

## その他
- 田村正和の今作への出演を特集した『花王ファミリースペシャル「華のとき 田村正和」』が1993年1月31日に放送された。

- この作品からの写真を使用した、横須賀功光による、田村正和の写真集が集英社から発売された。

- 田村も参加した同作のキャンペーンは、東京(2館)、名古屋、大阪(2館)、福岡で開催された[9]。
- 第17回日本アカデミー賞で田中邦衛が本作他『学校』、『虹の橋』 で最優秀助演男優賞受賞[10]。